# Llista de ballets per títol

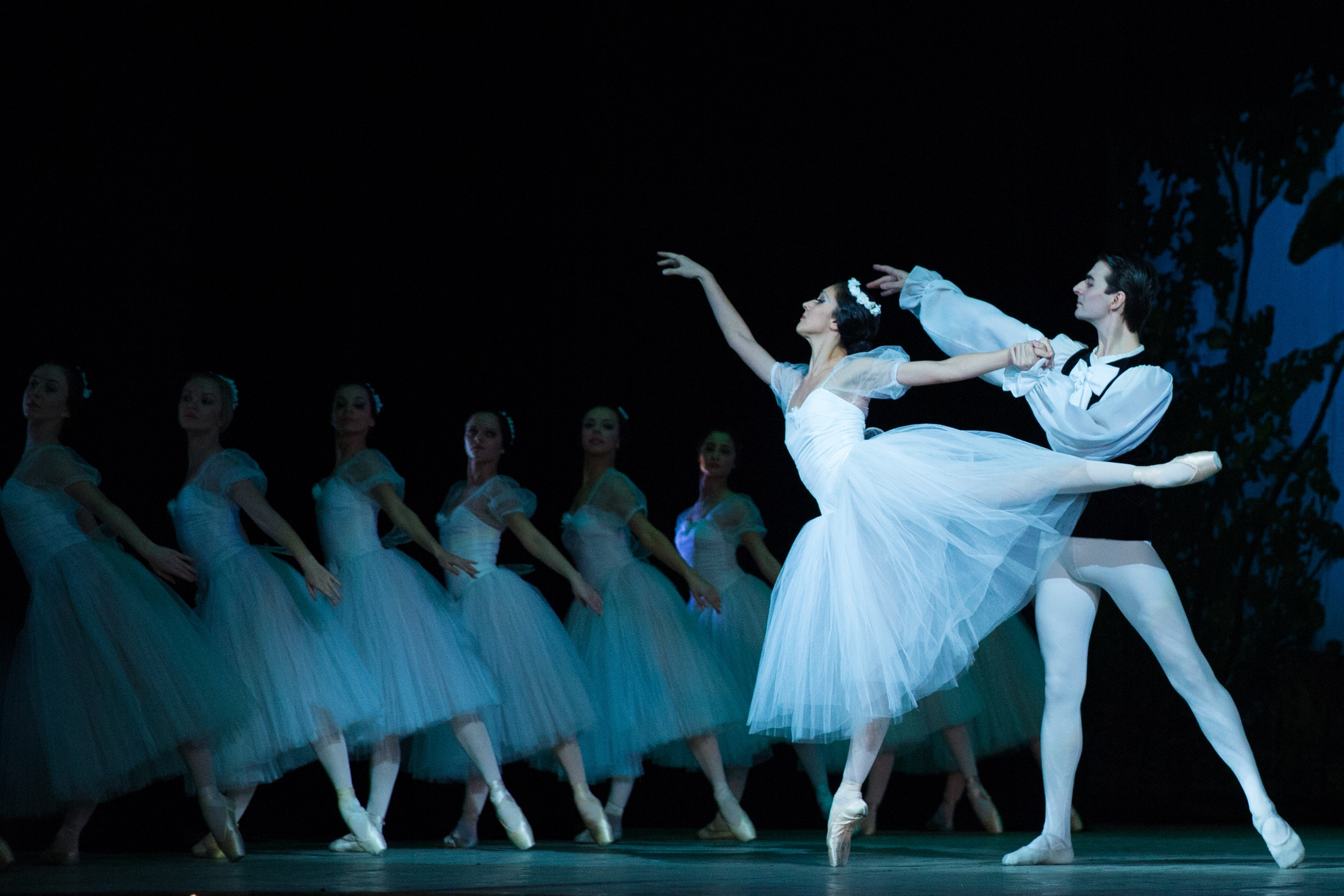
Scene from Les Sylphides

La següent és una llista de ballets amb entrades en Viquipèdia anglesa. Les entrades són ordenades alfabèticament per títol de ballet, amb el nom del compositor, o el compositor la música del qual el ballet s'ha posat en escena, i l'any de la primera actuació.

## Llista alfabètica
- 0–9
- A
- B
- C
- D
- E
- F
- G
- H
- I
- J
- K
- L
- M
- N
- O
- P
- Q
- R
- S
- T
- U
- V
- W
- X
- Y
- Z
- See also

### 1
- 2 and 3 Part Inventions, música de Johann Sebastian Bach, 1994

### A
- A Folk Tale, Johan Peter Emilius Hartmann i Niels Gade, 1854
- A Midsummer Night's Dream, música de Felix Mendelssohn, 1964
- A Month in the Country, música de Frédéric Chopin, 1976
- A Suite of Dances, música de Johann Sebastian Bach, 1994
- A Tragedy of Fashion, música de Eugène Goossens, 1926
- Adam Zero, Arthur Bliss, 1946
- Adams Violin Concerto, música de John Adams (compositor), 1995
- L'après-midi d'un faune,música de Claude Debussy, 1912
- Afternoon of a Faun (Robbins), música de Claude Debussy, 1953
- Afternoon of a Faun (Rushton), música de Claude Debussy, 2006
- After the Rain, música de Arvo Pärt, |2005
- Agon, Igor Stravinsky, 1957
- Alice's Adventures in Wonderland, Joby Talbot, |2011
- Allegro Brillante,música de Pyotr Ilyich Tchaikovsky, 1956
- An American in Paris,música de George Gershwin, |2005
- El amor brujo, Manuel de Falla, 1915
- Anastasia,música de Bohuslav Martinů, Pyotr Ilyich Tchaikovsky, Fritz Winckel, i Rüdiger Rüfer, 1967
- Andantino, música de Pyotr Ilyich Tchaikovsky,1981
- Les Animaux modèles, Francis Poulenc, 1942
- Anna Karenina, música de Pyotr Ilyich Tchaikovsky, 2005
- Antique Epigraphs, música de Claude Debussy, 1984
- Apollo, Igor Stravinsky, 1928
- Appalachia Waltz, Mark O'Connor i Edgar Meyer, 2000
- Appalachian Spring, Aaron Copland,1944
- Arabian Nights, Fikret Amirov, 1979
- Arcade, música de Igor Stravinsky, 1963
- Ariel (Gerhard), de Robert Gerhard, 1934
- Aschenbrödel, Johann Strauss II, 1901
- Ash,música de Michael Torke, 1991
- Astarte, Crome Syrcus, 1967
- Aubade, Francis Poulenc, 1929
- Les Aventures de Pélée, Ludwig Minkus, 1876

### B
- Babek, Agshin Alizadeh, 1986
- Bacchus and Ariadne, Albert Roussel 1931
- Backchat,música de Paul Lansky, 2004
- Le Baiser de la fée, Igor Stravinsky 1928
- Baldurs draumar, Geirr Tveitt
- Ballet Comique de la Reine, 1581
- Ballet de la Merlaison, 1635
- Ballet égyptien, Alexandre Luigini, 1875
- Ballet Royal de la Nuit, Jean-Baptiste Lully, 1653
- Ballo della Regina,música de Giuseppe Verdi, 1978
- Il ballo delle ingrate, Claudio Monteverdi, 1608
- The Bandits, Ludwig Minkus, 1875
- Bar aux Folies-Bergère, música de Emmanuel Chabrier, 1934
- Barbe-Bleue, Peter Schenck, 1896
- Barber Violin Concerto,música de Samuel Barber, 1988
- La Baiadera, Ludwig Minkus, 1877
- Bayou, música de Virgil Thomson, 1952
- The Beauty of Lebanon o The Mountain Spirit, Cesare Pugni, 1863
- Beethoven Romance,música de Ludwig van Beethoven, 1989
- La Bella Dorment (Txaikovski), Pyotr Ilyich Tchaikovsky, 1890
- Bella Figura, música de Lukas Foss, Giovanni Battista Pergolesi, Alessandro Marcello, Antonio Vivaldi, Giuseppe Torelli, 1995
- The Benevolent Cupid, Cesare Pugni, 1868
- Les Biches, Francis Poulenc, 1924
- Billboards,música de Prince, |1993
- Billy the Kid, Aaron Copland, 1938
- Birthday Offering, música de Alexander Glazunov, 1956
- Black and White, Michael Torke, 1988
- The Blue Dahlia, Cesare Pugni, 1860
- Le boeuf sur le toit, Darius Milhaud, 1920
- La Boîte à joujoux, Claude Debussy, 1919
- Boléro, Maurice Ravel, 1928
- Le Bourgeois Gentilhomme, música de Richard Strauss, 1932
- La boutique fantastique, Ottorino Respighi, 1919
- Brahms/Handel, música de Johannes Brahms, 1984
- Brahms–Schoenberg Quartet, música de Johannes Brahms, 1966
- Brandenburg, música de Johann Sebastian Bach, 1997
- Broken Wings, Pater Salem, 2016
- El bufó, Sergei Prokofiev, 1921
- Bugaku, Toshiro Mayuzumi, 1963

### C
- The Cage, música de Igor Stravinsky, 1951
- Camargo, Ludwig Minkus, 1872
- Carmen, música de Georges Bizet, 1949
- Carmen Suite, Georges Bizet adapted by Rodion Sxedrín, 1967
- Carnaval, música de Robert Schumann, 1910
- Carnival of the Animals, música de Camille Saint-Saëns,2003
- Caroline Mathilde, Peter Maxwell Davies, 1991
- Carousel, música de Richard Rodgers, 2002
- Catarina or La Fille du bandit, Cesare Pugni, 1846
- Cave of the Heart, Samuel Barber, 1947
- The Cellist, Philip Feeney, 2020
- Chaconne, música de Christoph Willibald Gluck, 1976
- The Chairman Dances, John Adams (compositor), 1988
- Le Chant du rossignol, Igor Stravinsky, 1920
- Checkmate, Arthur Bliss, 1937
- Chichester Psalms, música de Leonard Bernstein, 2004
- Chroma, Joby Talbot,| 2006
- Cigale, Jules Massenet, 1904
- Cinderella (Fitinhof-Schell), Boris Fitinhof-Schell, 1893
- Cinderella (Prokofiev), Sergei Prokofiev, 1945
- Cinderella (Ashton), Sergei Prokofiev, 1948
- Circus Polka, Igor Stravinsky, 1942
- Cléopâtre, música deAnton Arensky, Aleksandr Tanéiev, Nikolai Rimsky-Korsakov, Mikhail Glinka, Alexander Glazunov, Modest Mússorgski, Nikolai Txerepnín, 1909
- The Concert, música de Frédéric Chopin, 1956
- Concerto, música de Dmitri Shostakovich, 1966
- Concerto Barocco, música de Johann Sebastian Bach, 1941
- Concerto DSCH, música de Dmitri Shostakovich, 2008
- La consagració de la primavera, Igor Stravinsky, 1913
- Le Conservatoire, música i arrangaments de Holger Simon Paulli, 1849
- Coppélia, Léo Delibes, 1870
- Correlazione, música de Arcangelo Corelli, 1994
- Corroboree, John Antill, 1950
- Le Corsaire, Adolphe Adam, 1856
- Corybantic Games, música de Leonard Bernstein, 2018
- La Création du monde, Darius Milhaud, 1923
- Les criatures de Prometeu (Beethoven), Ludwig van Beethoven 1801
- Creole Giselle, Adolphe Adam, 1984
- Cydalise et le Chèvre-pied, música de Gabriel Pierné, 1924
- Le Cygne, Charles Lecocq, 1899

### D
- Dance Panels, Aaron Copland, 1963
- Dance Preludes, música de Witold Lutosławski, 1991
- Dances at a Gathering, música de Frédéric Chopin, 1969
- Danses concertantes, música de Igor Stravinsky, 1955
- Daphnis et Chloé, Maurice Ravel, 1912
- The Daughter of the Snows, Ludwig Minkus, 1879
- Delight of the Muses, Charles Wuorinen, 1992
- Deuce Coupe, música de The Beach Boys, 1973
- Les Deux pigeons, André Messager, 1886
- Le Diable amoureux, Napoléon Henri Reber i François Benoist, 1840
- Le Diable à quatre, Adolphe Adam, 1845
- Le Dieu bleu, Reynaldo Hahn, 1912
- Different Drummer, música de Anton Webern i Arnold Schoenberg, 1984
- The Display, Malcolm Williamson, 1964
- Don Juan, Christoph Willibald Gluck, 1761
- Don Quixot (ballet), Ludwig Minkus, 1869
- Double Feature, música de Irving Berlin and Walter Donaldson, [2004
- The Dream, música de Felix Mendelssohn, 1964
- Dust, Jocelyn Pook, 2014
- Dybbuk, Leonard Bernstein, 1974
- The Dying Swan, música de Camille Saint-Saëns, 1905

### E
- Echo, música de Michael Torke, 1989
- Ecstatic Orange, música de Michael Torke, 1987
- Edward II, John McCabe, 1995
- Élégie, música de Igor Stravinsky, 1982
- Elite Syncopations, música de Scott Joplin, 1974
- The Enchanted Forest, Riccardo Drigo, 1887
- Enigma Variations, música de Edward Elgar, 1968
- Episodes, música de Anton Webern, 1959
- La Esmeralda, Cesare Pugni, 1844
- Espàrtac (Khatxaturian), Aram Khatxaturian, 1956
- L'espectre de la rosa, música de Carl Maria von Weber, 1911
- Estancia (Ginastera), d'Alberto Ginastera, 1941
- L'Etoile de Grenade, Cesare Pugni, 1855
- Études, música de Carl Czerny, 1948
- L'Éventail de Jeanne, Maurice Ravel, Pierre-Octave Ferroud, Jacques Ibert, Alexis Roland-Manuel, Marcel Delannoy, Albert Roussel, Darius Milhaud, Francis Poulenc, Georges Auric, Florent Schmitt, 1927

### F
- Façade,música de William Walton, 1931
- Fall River Legend, Morton Gould, 1948
- Fancy Free, Leonard Bernstein, 1944
- Fanfare, música de Benjamin Britten, 1953
- Faust, música de Giacomo Panizza, Michael Costa, and Niccolò Bajetti, 1848
- Les Fêtes chinoises, Jean-Philippe Rameau, 1754
- Fiametta, Ludwig Minkus, 1863
- El fill pròdig, Sergei Prokofiev, 1929
- La Fille de marbre, Cesare Pugni, 1847
- La Fille du Danube, Adolphe Adam, 1836
- La Fille mal gardée, d'un arrangament de cinquanta cinc airs de cour populars francesos, 1789
- La Fille mal gardée (Ashton), Peter Ludwig Hertel, Ferdinand Hérold, John Lanchbery, 1960
- La Fin du jour, música de Maurice Ravel, 1979
- Five, Charles Wuorinen, 1988
- Five Movements, Three Repeats, música de Max Richter and Clyde Otis, 2012
- Flames of Paris, Boris Asafyev, 1932
- Flight Pattern, música de Henryk Górecki, 2017
- Flit of Fury/The Monarch, música de Aaron Severini, 2008
- La flor de pedra, Sergei Prokofiev, 1954
- Flore et Zéphire, Cesare Bossi, 1796
- Florida, Cesare Pugni, 1866
- Flower Festival in Genzano, música de Edvard Helsted and Holger Simon Paulli, 1858
- A Folk Tale, Johan Peter Emilius Hartmann i Niels Gade, 1854
- The Fool on the Hill, música dey The Beatles, 1976
- The Fountain of Bakhchisarai, Borís Assàfiev,1934
- Four Bagatelles, música de Ludwig van Beethoven, 1974
- Four Last Songs,música de Richard Strauss, 1970
- The Four Seasons, música de Giuseppe Verdi, 1979
- The Four Temperaments, Paul Hindemith, 1946
- Franca Florio, regina di Palermo, Lorenzo Ferrero, 2007
- Friandises, Christopher Rouse, 2006]
- Frizak the Barber, Ludwig Minkus, 1879

### G
- Gaîté Parisienne, música de Jacques Offenbach, 1938
- Gayane, Aram Khatxaturian, 1942
- Les Gentilhommes, música de George Frideric Handel, 1987
- Gershwin Piano Concerto, música deGeorge Gershwin, 1982
- The Girl in White, Robert J. Bradshaw, 2011
- Giselle, Adolphe Adam, 1841
- Glass Pieces, música de Philip Glass, 1983
- Gloria, música de Francis Poulenc, 1980
- The Goldberg Variations, música de Johann Sebastian Bach, 1971
- The Golden Age, Dmitri Shostakovich, 1930
- The Good-Humoured Ladies, música de Domenico Scarlatti, 1917
- Gorda, David Toradze, 1949
- Graduation Ball, música de Johann Strauss II, 1940
- Grazioso, música deMikhail Glinka, 2007
- Great Galloping Gottschalk, música de Louis Moreau Gottschalk, 1982
- The Green Table, Kurt Jooss,i música de Frederic Cohen, 1932
- La Guirlande de Campra, Georges Auric, Arthur Honegger, Jean-Yves Daniel-Lesur, Alexis Roland-Manuel, Francis Poulenc, Henri Sauguet, Germaine Tailleferre, 1966

### H
- Hallelujah Junction, música de John Adams (compositor), 2001
- The Hard Nut, Pyotr Ilyich Tchaikovsky, 1991
- The Harlem Tulip, Boris Fitinhof-Schell, 1887
- Harnasie, Karol Szymanowski, 1935
- Las Hermanas, música de Frank Martin, 1971
- Hérodiade, Paul Hindemith, |1944
- L'Histoire de Manon,música de Jules Massenet, 1974
- Homage to the Queen, Malcolm Arnold, 1953
- L'Homme et son désir, Darius Milhaud, 1918
- Horoscope, Constant Lambert, 1938
- Hurry Up, We're Dreaming, música de Anthony Gonzalez, Yann Gonzalez, Brad Laner i Justin Meldal-Johnsen, 2018

### I
- I'm Old Fashioned, música de Jerome Kern, 1983
- L'Île Enchantée, Arthur Sullivan, 1864
- Images música de Claude Debussy, 1992
- Impressing the Czar, música de Thom Willems, Leslie Stuck, and Ludwig van Beethoven, 1988
- In Creases, to music by Philip Glass, 2012
- The Incredible Flutist, Walter Piston, 1938
- In G Major, música de Maurice Ravel, 1975
- In Memory Of ..., música de Gustav Mahler and Johann Sebastian Bach, 1985
- Interplay, música de Morton Gould, 1945
- In the Mi(d)st, música de Oliver Knussen, 2002
- In the Night, música de Frédéric Chopin, 1970
- In Vento, Bruno Moretti, |2006
- The Invitation, Mátyás Seiber, 1960
- Isadora, música de Richard Rodney Bennett, 1981
- Ives, Songs, música de Charles Ives, 1988
- Ivesiana,música deCharles Ives, 1954

### J
- Jack in The box, Erik Satie, 1926
- Jardin aux lilas, música de Ernest Chausson, 1936
- Jason et Médée, Jean-Joseph Rodolphe, 1763
- Jazz Calendar, Richard Rodney Bennett, 1968
- Jeu de cartes (Balanchine), Igor Stravinsky, 1937
- Le Jeune homme et la mort, música de Johann Sebastian Bach, 1946
- Jeux, Claude Debussy, 1913
- Jewels, música de Gabriel Fauré, Igor Stravinsky, i Pyotr Ilyich Tchaikovsky, 1967
- Job: A Masque for Dancing, Ralph Vaughan Williams, 1931
- Josephslegende, Richard Strauss, 1914
- The Judas Tree, Brian Elias, 1992

### K
- Kalkabrino, Ludwig Minkus, 1891
- Kënga e Rexhës, Akil Mark Koci, 1982
- The Kermesse in Bruges,música de Holger Simon Paulli, 1851
- Khamma, Claude Debussy, 1947
- The King's Command or The Pupils of Dupré, música de Louis Albert Vizentini, 1886

### L
- The Lady and the Fool, música de Giuseppe Verdi, 1954
- The Lady in the Ice, Jean-Michel Damase, 1953
- Lamentation,música de Zoltán Kodály, 1930
- Laurencia, Alexander Crain, 1939
- Leda, the Swiss Milkmaid, Adalbert Gyrowetz, 1821
- Leili and Majnun, Gara Garayev, 1969
- Liebeslieder Walzer, música de Johannes Brahms, 1960
- Lifecasting, música de Steve Reich and Ryoji Ikeda, 2009
- The Limpid Stream, Dmitri Shostakovich, 1935
- The Little Humpbacked Horse, Cesare Pugni, 1864
- Liturgy, música de Arvo Pärt, 2003
- El llac dels cignes, Pyotr Ilyich Tchaikovsky, 1877
- El llac dels cignes (1895), Pyotr Ilyich Tchaikovsky, 1895
- El llac dels cignes (Balanchine), Pyotr Ilyich Tchaikovsky, 1951
- El llac dels cignes (Bourne), Pyotr Ilyich Tchaikovsky, 1995
- The Loves of Mars and Venus, música de Jean-Baptiste Lully, Jacques Paisible, Henry Purcell, Gottfried Finger, John Eccles, Jeremiah Clarke, i William Croft, 1717
- Le Lys, Ludwig Minkus, 1869

### M
- Ma mère l'Oye de Jeanne Hugard i música de Maurice Ravel, 1912
- The Magic Flute, Riccardo Drigo, 1893
- The Magic Mirror, Arseni Koresxenko, 1903
- The Magic Pills, Ludwig Minkus, 1866
- Maiden Tower, Afrasiyab Badalbeyli, 1940
- Mam'zelle Angot, Charles Lecocq, 1943
- El mandarí meravellós, Béla Bartók, 1926
- Marguerite and Armand, música de Franz Liszt, 1963
- Les Mariés de la tour Eiffel, Georges Auric, Arthur Honegger, Darius Milhaud, Francis Poulenc, Germaine Tailleferre, 1921
- A Marriage During the Regency, Cesare Pugni, 1858
- Les Masques, to music by Francis Poulenc, 1933
- Mayerling,música de Franz Liszt, 1978
- Medea, Samuel Barber, 1946
- Mercure, Erik Satie, 1924
- Mercurial Manoeuvres, música de Dmitri Shostakovich, 2000
- The Merry Widow, música deFranz Lehár, 1975
- Metastaseis and Pithoprakta, música de Iannis Xenakis, 1968
- Midnight Sun,música de Nikolai Rimsky-Korsakov, 1915
- Les Millions d'Arlequin, Riccardo Drigo, 1900
- Miracle in the Gorbals, Arthur Bliss, 1944
- Mlada, Ludwig Minkus, 1879
- Monotones, música de Erik Satie, 1965
- Monumentum pro Gesualdo, música de Igor Stravinsky, 1960
- The Moor's Pavane, música de Henry Purcell, 1949
- Mother Goose, Maurice Ravel, 1975
- Moves, ballet sense música, 1959
- Mozartiana, música de Pyotr Ilyich Tchaikovsky, 1933
- My Brother, My Sisters, música de Arnold Schoenberg and Anton Webern, 1978

### N
- Napoli, música de Edvard Helsted, Holger Simon Paulli, Niels Gade, 1842
- Narkissos, Robert Prince, 1966
- Nénuphar, Nikolai Krotkov, 1890
- The Newcomers,música de David Diamond, 1988
- Night and Day, Ludwig Minkus, 1883
- Nightingale, Mikhail Kroshner, 1939
- The Nightingale and the Rose, Bright Sheng, 2007
- Noah and the Flood, música dey Igor Stravinsky, 1982
- Nobilissima Visione, Paul Hindemith, 1938
- Les Noces, Igor Stravinsky, 1923
- Noctambules, Humphrey Searle, 1956
- Notre Dame de Paris, música de Maurice Jarre, 1965
- N.Y. Export: Op. Jazz, Robert Prince, 1958

### O
- Ocean's Kingdom, Paul McCartney, |2011
- L'ocell de foc, Igor Stravinsky, 1910
- Octet (Christensen), música de Igor Stravinsky, 1958
- Octet (Martins), música de Felix Mendelssohn, 2003
- Ode, música de Igor Stravinsky, 1972
- Okon Fuoko, Leevi Madetoja, 1930
- Oltremare, Bruno Moretti, 2008
- Ondine, Cesare Pugni, 1843
- Ondine, Hans Werner Henze, 1958
- Onegin, música de Pyotr Ilyich Tchaikovsky, 1965
- On the Dnieper, Sergei Prokofiev, 1932
- Opus 19/The Dreamer, música de Sergei Prokofiev, 1979
- Les Orientales, música de Alexander Glazunov, Christian Sinding, Anton Arensky and Edvard Grieg, 1910
- Orpheus, Igor Stravinsky, 1948
- Othello, Elliot Goldenthal,1997
- Other Dances, música de Frédéric Chopin, 1976
- Outlier, música de Thomas Adès, 2010

### P
- La papallona que picava de peus, Bohuslav Martinů, 1926
- Le Papillon, Jacques Offenbach, 1860
- Pâquerette, François Benoist 1851
- Paquita, Ludwig Minkus, 1846
- Parade, Erik Satie, 1917
- The Parisian Market or Le Marché des innocents, Cesare Pugni, 1859
- El pas d'acer, Sergei Prokofiev, 1927
- Pas de Deux,música de Anton von Webern, 1969
- Pas de légumes, to music by Gioachino Rossini, 1982
- Pas de Quatre, Cesare Pugni, 1845
- The Path of Thunder, Gara Garayev, 1958
- Les Patineurs, música de Giacomo Meyerbeer, 1937
- Le Pavillon d'Armide, Nikolai Txerepnín, 1907
- La Péri (Burgmüller), Johann Friedrich Franz Burgmüller, 1843
- La Péri (Dukas), Paul Dukas 1912
- La Perle, Riccardo Drigo, 1896
- El pern', Dmitri Shostakovich, 1931
- Les petits riens, Wolfgang Amadeus Mozart, 1778
- Petruixka, Igor Stravinsky, 1911
- The Pharaoh's Daughter, Cesare Pugni, 1862
- Piano Pieces,música de Pyotr Ilyich Tchaikovsky, 1981
- Piano-Rag-Music (Bolender), música de Igor Stravinsky, 1972
- Piano-Rag-Music (Martins), música de Igor Stravinsky, 1982
- Pictures at an Exhibition, to music by Modest Mussorgsky, 2014
- Pillar of Fire, música de Arnold Schoenberg, 1942
- Pineapple Poll, música de Arthur Sullivan, 1951
- Pirates of Penzance – The Ballet!, música de Arthur Sullivan, 1991
- Plainspoken, David Lang, 2010
- Play Without Words, Terry Davies, 2002
- Le Poisson doré, Ludwig Minkus, 1866
- Polyphonia, música de György Ligeti, 2001
- The Prince of the Pagodas, Benjamin Britten, 1957
- The Prince of the Pagodas (MacMillan), Benjamin Britten, 1989
- El príncep de fusta, Béla Bartók, 1917
- Printemps,música de Claude Debussy, 1972
- The Prospect Before Us, música de William Boyce, 1940
- Pulcinella, Igor Stravinsky, 1920
- Pulcinella Variations,música de Igor Stravinsky, 2017

### Q
- Queen at the Ballet, to music by Queen, 2004

### R
- Radio and Juliet, música de Radiohead, 2005
- Ragtime (I), música d'Ígor Stravinski, 1960
- Ragtime (II), música d'Ígor Stravinski, 1966
- Le raid merveilleux, Bohuslav Martinů, 1927
- The Rake's Progress, Gavin Gordon, 1935
- RAkU, Shinji Eshima,2011
- Raymonda, Alexander Glazunov, 1898
- Raymonda Variations, Alexander Glazunov, 1961
- Red Detachment of Women, Du Mingxin, 1964
- The Red Poppy, Reinhold Glière, 1927
- The Red Shoes, música de Bernard Herrmann, 2016
- Relâche, Erik Satie, 1924
- Renard (Stravinski), música d'Ígor Stravinski,1922
- Les Rendezvous, música de Daniel Auber,1933
- Requiem, música de Gabriel Fauré, 1976
- Requiem Canticles (Robbins), música d'Ígor Stravinski, 1966
- Requiem Canticles (Balanchine), música d'Ígor Stravinski, 1968
- Le Réveil de Flore, Riccardo Drigo, 1894
- La revolta (Martinů), Bohuslav Martinů, 1925
- La Revue de cuisine, Bohuslav Martinů, 1927
- Rhapsody, música de Sergei Rachmaninoff, 1980
- The Rite of Spring (MacMillan), Igor Stravinsky, 1962
- River of Light, Charles Wuorinen, 1998
- Robert Schumann's Davidsbündlertänze, música de Robert Schumann, 1980
- Robin Hood, to music by Erich Wolfgang Korngold, 1998
- Rococo Variations, música de Pyotr Ilyich Tchaikovsky, 2008
- Rodeo (Copland), Aaron Copland, 1942
- Rodeo: Four Dance Episodes, música de Aaron Copland, 2015
- Romeu i Julieta (Prokófiev), Sergei Prokofiev, 1938
- Romeo and Juliet (Cranko), Sergei Prokofiev, 1962
- Romeo and Juliet (MacMillan), Sergei Prokofiev, 1965
- Romeo and Juliet (Lavery), Sergei Prokofiev, 1965
- Romeo and Juliet (Nureyev), Sergei Prokofiev, 1977
- Romeo + Juliet, Sergei Prokofiev, 2007
- Romeo and Juliet (Pastor), Sergei Prokofiev, 2008
- La romería de los cornudos,per Encarnación López "La Argentinita" i música de Gustavo Pittaluga González del Campillo i llibret de Cipriano de Rivas Cherif i Federico García Lorca, ca 1927
- La Rose, la violette et le papillon, Peter of Oldenburg, 1857
- Roxana, the Beauty of Montenegro, Ludwig Minkus, 1878
- The Runaway, música de Nico Muhly, James Blake, Jay-Z and Kanye West, 2018
- Russian Seasons, música de Leonid Desyatnikov, 2006

### S
- The Sacrifices to Cupid, Ludwig Minkus, 1886
- Sandpaper Ballet, Leroy Anderson, 1999
- The Sanguine Fan, Edward Elgar, 1917
- Sarabande and Danse (Clifford), música de Claude Debussy, 1970
- Sarabande and Danse (d'Amboise),música de Claude Debussy, 1975
- Scènes de ballet (Stravinsky), Igor Stravinsky, 1944
- Scènes de ballet (Ashton), Igor Stravinsky, 1948
- Scènes de ballet (Wheeldon), Igor Stravinsky, 1999
- Schlagobers, Richard Strauss, 1924
- The Seagull, Rodion Sxedrín, 1980
- The Seasons, Alexander Glazunov, 1900
- The Seasons (Cage), John Cage, 1947
- Serenade, música de Pyotr Ilyich Tchaikovsky, 1934
- Seven Beauties, Gara Garayev, 1952
- The Shagreen Bone, Yuri Khanon, 1992
- Simple Symphony (Walter Gore), to music by Benjamin Britten, 1944
- Simple Symphony, música de Benjamin Britten, 2009
- Slaughter on Tenth Avenue, Richard Rodgers, 1936
- The Slave, Cesare Pugni, 1868
- Slice to Sharp, música de Antonio Vivaldi, 2006
- Soirées de Barcelone, Robert Gerhard, 1936-1938
- Sokoli e Mirusha, Akil Mark Koci, 1974
- Solitaire, música de Malcolm Arnold, 1956
- El sombrero de tres picos, Manuel de Falla, 1919
- La Somnambule, ou L'Arrivée d'un nouveau seigneur, Ferdinand Hérold, 1827
- Sonate di Scarlatti, música de Domenico Scarlatti, 1979
- Song of the Earth, música de Gustav Mahler, 1965
- La sonnambula,música de Vincenzo Bellini, 1946
- Sortilegio de la luna Matilde Salvador, 1955
- La Source (Saint-Léon), Léo Delibes i Ludwig Minkus, 1866
- La Source (Balanchine), to music by Léo Delibes, 1968
- Špalíček, Bohuslav Martinů, 1933
- The Spider's Feast, Albert Roussel, 1912
- Square Dance, música de Antonio Vivaldi and Arcangelo Corelli, 1957
- Stamping Ground,música de Carlos Chávez, 1983
- Stars and Stripes, música de John Philip Sousa, 1958
- The Steadfast Tin Soldier, música de Georges Bizet, 1975
- Still Life at the Penguin Cafe, Simon Jeffes, 1988
- The Stone Flower, Alexander Fridlender, 1944
- Suite of Dances,música de Leonard Bernstein, 1980
- The Sun Also Rises, Billy Novick, 2013
- Sweeney Todd, Malcolm Arnold, 1959
- Swimmer, música de Shinji Eshima, 2015
- La Sílfide, Jean Schneitzhoeffer, 1832
- Les Sylphides, música de Frédéric Chopin, 1909
- Sylvia, Léo Delibes, 1876
- Symphonic Variations, música de César Franck, 1946
- Symphony in C, música de Georges Bizet, 1947
- Symphony in E flat,música de Igor Stravinsky, 1972
- Symphony in Three Movements, música de Igor Stravinsky, 1972
- Symphony No. 1, música de Pyotr Ilyich Tchaikovsky, 1981

### T
- The Talisman, Riccardo Drigo, 1889
- The Taming of the Shrew, música de Domenico Scarlatti, 1969
- Tango (Balanchine),música de Igor Stravinsky, 1982
- Tango (Martins), música de Igor Stravinsky, 1984
- Tarantella música de Louis Moreau Gottschalk, 1954
- Terpsichore, Cesare Pugni, 1861
- Theme and Variations,música de Pyotr Ilyich Tchaikovsky, 1947
- Thou Swell, música de Richard Rodgers, 2003
- Three Preludes, música de George Gershwin, 1992
- The Times Are Racing, música de Dan Deacon, 2017
- Tiresias, Constant Lambert, 1951
- Titania, Cesare Pugni, 1866
- Le Tombeau de Couperin, música de Maurice Ravel, 1975
- Tom Sawyer,música de Maury Yeston, 2011
- Touch, Richard Peaslee, 1996
- Le Train bleu, Darius Milhaud, 1924
- Trapèze, Sergei Prokofiev, 1924
- The Traveling Dancer, Cesare Pugni, 1864
- El Trencanous, Pyotr Ilyich Tchaikovsky, 1892
- El Trencanous (Willam Christensen), Pyotr Ilyich Tchaikovsky, 1944
- El Trencanous (Balanchine), Pyotr Ilyich Tchaikovsky, 1954
- Triadisches Ballett, Paul Hindemith, 1922
- Tributary, música de Wolfgang Amadeus Mozart, 2000
- Tribute, música deJohann Sebastian Bach, 2005
- Tricolore, Georges Auric, 1978
- Trilby, Yuli Gerber, 1870
- Triptych, música de Béla Bartók, 2000
- The Triumph of Death, Thomas Koppel, 1971
- Tsar Kandavl or Le Roi Candaule, Cesare Pugni, 1868
- Tschaikovsky Pas de Deux, música de Pyotr Ilyich Tchaikovsky, 1960
- Tschaikovsky Piano Concerto No. 2, música de Pyotr Ilyich Tchaikovsky, 1941
- Tschaikovsky Suite No. 3, música de Pyotr Ilyich Tchaikovsky, 1970
- Twinkliana, música de Wolfgang Amadeus Mozart, 1990
- Two Birds with the Wings of One, Bright Sheng, 2006
- The Two Stars, Cesare Pugni, 1871

### U
- The Unanswered Question, música de Charles Ives, 1988
- Union Jack, música adaptada per Hershy Kay, 1976

### V
- Valley of Shadows, música de Pyotr Ilyich Tchaikovsky, 1983
- La Valse, música de Maurice Ravel,1920
- Valse triste, música de Jean Sibelius,1985
- Variations, música de Igor Stravinsky,|1966
- Variations for Orchestra, música de Igor Stravinsky, 1982
- Vespro, Bruno Moretti, 2002
- The Vestal, Mikhail Ivanov, 1888
- Victoria and Merrie England,música de Arthur Sullivan, 1897
- Vienna Waltzes, tmúsica de Johann Strauss II, Franz Lehár, and Richard Strauss, 1977
- La Vivandière, Cesare Pugni, 1844
- Voices of Spring,música de Johann Strauss II, 1977

### W
- Walpurgisnacht, música de Charles Gounod, 1980
- Watermill, música de Teiji Ito, 1972
- Western Symphony, to American folk tunes, 1954
- West Side Story Suite, música de Leonard Bernstein, 1995
- Within the Golden Hour, Ezio Bosso música de Antonio Vivaldi, 2008
- The Whims of the Butterfly, Nikolai Krotkov, 1889
- Who Cares?, música de George Gershwin, 1970
- Why am I not where you are, Thierry Escaich, 2010]
- Wild Swans, Elena Kats-Chernin, 2003
- Winter Dreams, música de Pyotr Ilyich Tchaikovsky, 1991
- The Winter's Tale, Joby Talbot, 2014
- The Wise Virgins, música de Johann Sebastian Bach, 1940
- The Witch, música de Maurice Ravel, 1950
- Woodland Sketches, música de Edward MacDowell, 1988
- Woolf Works, Max Richter, 2015

### X
- X-Ray, música de John Adams, 1994

### Y
- Year of the Rabbit, música de Sufjan Stevens, 2012
- Yugen,música de Leonard Bernstein, 2018

### Z
- Zakouski, música de Sergei Rachmaninoff, Igor Stravinsky, Sergei Prokofiev, Pyotr Ilyich Tchaikovsky, 1992
- Zenobia, 1936
- Zoraiya, Ludwig Minkus, 1881